# 役重眞喜子
役重 眞喜子（やくしげ まきこ、1967年 - ）は日本の行政学者。専門は地方自治、地域コミュニティ。花巻市教育委員会委員。花巻市総務部総務課長などを務めた。

## 来歴
茨城県日立市生まれ。その後は東京都豊島区や千葉県流山市に移る。千葉県立東葛飾高等学校では陸上部に所属。東葛飾高校から東京大学文科一類に入学。東京大学法学部第2類（公法コース）在学中に国家公務員一種試験（行政職）をトップで合格（行政職の女性トップは史上2人目）。東大法学部第2類（公法コース）卒業。
1989年 農林水産省に入省。水野政義とともに畜産局畜政課に法律事務官として配属された。当時はバブル絶頂期であり、学部時代の友達や当時のボーイフレンドは大手の銀行や証券会社、大蔵省、通産省などを勧めていたが、小さい頃から自然が好きだったため、農水省を選択した。入省時は大臣官房や他局からの法令協議や調査ものなどを局内の担当各課に振り分け、コピーし、配り、回答を取りまとめて上司に協議するのが職務だったという。
1991年 岩手県東和町農林課主幹。そのまま定住し、1993年6月に農水省を退官。東和町教育委員会教育次長、花巻市教育委員会教育次長、まちづくり部地域づくり課長、総務部総務課長などを務め、2012年に依願退官。
2014年3月から花巻市教育委員会委員。2016年3月に岩手大学大学院連合農学研究科博士課程修了。2022年4月より岩手県立大学総合政策学部准教授。